# بنك بيرهاد العام
بنك بيرهاد العام (MYX) هو بنك مقره كوالالمبور، ماليزيا، يقدم خدمات مالية في ماليزيا وكذلك منطقة آسيا والمحيط الهادئ.
تأسس البنك في عام 1966 من قبل تيه هونغ بياو، المدير العام لبنك الملايو المصرفي. تم إدراج البنك في البورصة الماليزية في عام 1967.
يُعد البنك حاليًا أحد أكبر البنوك في جنوب شرق آسيا، حيث تبلغ أصوله أكثر من 363.76 مليار رينغيت ماليزي (91.26 مليار دولار أمريكي) و 71.90 مليار رينغيت ماليزي (18.04 مليار دولار أمريكي) في رسملة السوق في عام 2015. وأكبر بنك في ماليزيا من حيث أموال المساهمين، ويحتل المرتبة الثانية من حيث القيمة السوقية، بعد مايبانك مباشرةً وثالث أكبر بنك من حيث إجمالي الأصول، بعد مايبانك و CIMB .
يقدم البنك العام حاليًا مجموعة شاملة من المنتجات والخدمات المالية التي تشمل الخدمات المصرفية الشخصية، والخدمات المصرفية التجارية، والخدمات المصرفية الإسلامية، والخدمات المصرفية الاستثمارية، والسمسرة في الأسهم، وخدمات الوصي، وخدمات الترشيح، وبيع وإدارة الصناديق الاستئمانية للوحدات، والتأمين المصرفي ومنتجات التأمين العام. تتمحور إستراتيجية البنك العام حول النمو في الأعمال المصرفية للأفراد ولا سيما على مستهلكي التجزئة والشركات الصغيرة والمتوسطة ("SMEs").

## الشركات التابعة

### ماليزيا
- البنك الإسلامي العام
- بنك الاستثمار العام
- العامة المشتركة بيرهاد
- البنك العام (لابوان)
- خدمات بي بي تراستي

### هونغ كونغ
- بنك عام (هونغ كونغ)
- المالية العامة المحدودة
- وينتون (جزر فيرجن البريطانية) المحدودة

### كمبوديا
- الكمبودي العام البنك بي إل سي
- كامبو لونباك للتأمين
- كامبو للأوراق المالية

### فيتنام
- بنك فيتنام العام المحدود

## روابط خارجية
- الموقع الرسمي